# Liste der Bodendenkmäler in Schloß Holte-Stukenbrock
Die Liste der Bodendenkmäler in Schloß Holte-Stukenbrock enthält die denkmalgeschützten unterirdischen baulichen Anlagen, Reste oberirdischer baulicher Anlagen, Zeugnisse tierischen und pflanzlichen Lebens und paläontologische Reste auf dem Gebiet der Stadt Schloß Holte-Stukenbrock im Kreis Gütersloh in Nordrhein-Westfalen (Stand: 20. August 2020). Diese Bodendenkmäler sind in Teil B der Denkmalliste der Stadt Schloß Holte-Stukenbrock eingetragen; Grundlage für die Aufnahme ist das Denkmalschutzgesetz Nordrhein-Westfalen (DSchG NRW).
| Bild | Bezeichnung     | Lage                                                      | Beschreibung | Bauzeit | Eingetragen seit | Denkmal- nummer |
| ---- | --------------- | --------------------------------------------------------- | --- | ------- | ---------------- | --------------- |
| BW   | Stalag 326 VI K | Stukenbrock Lippstädter Weg 24–30b / Emsweg 4, 6, 8 Karte | Fläche des ehemaligen Kriegsgefangenenlagers der deutschen Wehrmacht zwischen 1941 und 1945. Das Bodendenkmal enthält die Fundamente einzelner Baracken, Wachtürme und weitere Einrichtungen wie Latrinen. Im Oberboden sind zahlreiche Funde enthalten, die von den Lebensbedingungen im Kriegsgefangenenlager sowie vom Alltag im nachfolgenden Internierungslager und im bis 1970 bestehenden Auffanglager zeugen. |         | 24.07.2017       | 73              |